# Passus
Passus (Latijn voor 'pas' of 'schrede', mv. passuses) is een Romeinse lengtemaat, ongeveer 1,48 meter. De lengte van een passus was twee gradūs (stappen) en werd berekend als de afstand van de hiel van de voet wanneer deze de grond raakt totdat de hiel van diezelfde voet weer de grond raakt bij het lopen.

## Romeinse lengtematen
De meeste Romeinse lengtematen zijn gebaseerd op de pes, de Romeinse voet. De oorspronkelijk Griekse stadium en Keltische leuga werden door de Romeinen gestandariseerd op respectievelijk 625 en 7500 pedes.
| Romeinse maat | Nederlands     | Vergelijkbaar met | Lengte  |
| ------------- | -------------- | ----------------- | ------- |
| Digitus       | Vingerbreedte  |                   | 18,5 mm |
| Uncia         | Duimbreedte    | Duim              | 24,6 mm |
| Palmus minor  | Handbreedte    | Palm              | 74 mm   |
| Palmus major  | Handlengte     | Palm              | 222 mm  |
| Pes           | Voetlengte     | Voet              | 296 mm  |
| Cubit         | Onderarmlengte | El                | 444 mm  |
| Gradus        | Stap           |                   | 0,74 m  |
| Passus        | Pas            |                   | 1,48 m  |
| Pertica       | Paal           | Roede             | 2,96 m  |
| Actus         | Weg            |                   | 35,52 m |
| Stadium       | Baanlengte     |                   | 185 m   |
| Milia passuum | 1000 passen    | Mijl              | 1482 m  |
| Leuga         | 1,5 mijl       |                   | 2223 m  |